# シンボリック
『シンボリック』（Symbolic）は、アメリカのデスメタルバンド、デスによる6作目のスタジオアルバム。ロードランナーレコードによって1995年3月21日にリリースされた。このアルバム発表後バンドは解散したが、1998年にアルバムを発表している。

## トラック
| 全作詞・作曲: チャック・シュルディナー。 |                       |                          |                          |      |
| #                                        | タイトル              | 作詞                     | 作曲・編曲               | 時間 |
| 1.                                       | 「Symbolic」          | チャック・シュルディナー | チャック・シュルディナー | 6:32 |
| 2.                                       | 「Zero Tolerance」    | チャック・シュルディナー | チャック・シュルディナー | 4:48 |
| 3.                                       | 「Empty Words」       | チャック・シュルディナー | チャック・シュルディナー | 6:22 |
| 4.                                       | 「Sacred Serenity」   | チャック・シュルディナー | チャック・シュルディナー | 4:26 |
| 5.                                       | 「1,000 Eyes」        | チャック・シュルディナー | チャック・シュルディナー | 4:28 |
| 6.                                       | 「Without Judgement」 | チャック・シュルディナー | チャック・シュルディナー | 5:28 |
| 7.                                       | 「Crystal Mountain」  | チャック・シュルディナー | チャック・シュルディナー | 5:07 |
| 8.                                       | 「Misanthrope」       | チャック・シュルディナー | チャック・シュルディナー | 5:04 |
| 9.                                       | 「Perennial Quest」   | チャック・シュルディナー | チャック・シュルディナー | 8:22 |
| 合計時間:                                | 合計時間:             | 50:37                    |                          |      |

## 参加メンバー
- チャック・シュルディナー (vo/gt)
- ボビー・コールブル (gt)
- ケリー・コンロン (ba)
- ジーン・ホグラン (dr)